# Prikpen (handenarbeid)
Een prikpen wordt voor verschillende doeleinden gebruikt bij diverse vormen van handenarbeid en knutselen. Prikpennen kunnen dan ook variëren in vorm en materiaal, en kunnen scherp of juist stomp zijn. 
In de kleuterklas, waar de creatieve ontwikkeling van kinderen een belangrijk doel is, is de prikpen een veelgebruikt hulpmiddel. Het gaat dan doorgaans om een kleine, stompe variant die wordt gebruikt in combinatie met een zogeheten 'prikmat'. Door papier of karton op de zachte ondergrond (de mat) te leggen en er gaatjes in te prikken, in een rij en kort bij elkaar, zijn kinderen in staat vormen uit papier te 'prikken'. De prikpen is op die manier een veilig en gemakkelijk alternatief voor de schaar. In de winkel zijn voor dit doel prikblokken te koop met allerhande plaatjes.
Ook bij borduren worden prikpennen gebruikt om draden door weefsels te leiden zonder een borduurnaald door het weefsel te halen. Een andere bekende toepassing is die bij perkamentkunst, waarbij perkament bewerkt wordt met uiteenlopende pennen. Scherpe prikpennen, die perforeerpennen worden genoemd,  worden gebruikt om decoratieve patronen van gaatjes te prikken of vormen uit te steken (enigszins vergelijkbaar met de priktechniek voor kinderen). Stompe 'ciseleerpennen', vaak met een kogel op de punt, worden gebruikt om versieringen in het perkament te 'drukken', zonder het te perforeren.

## Brailleren

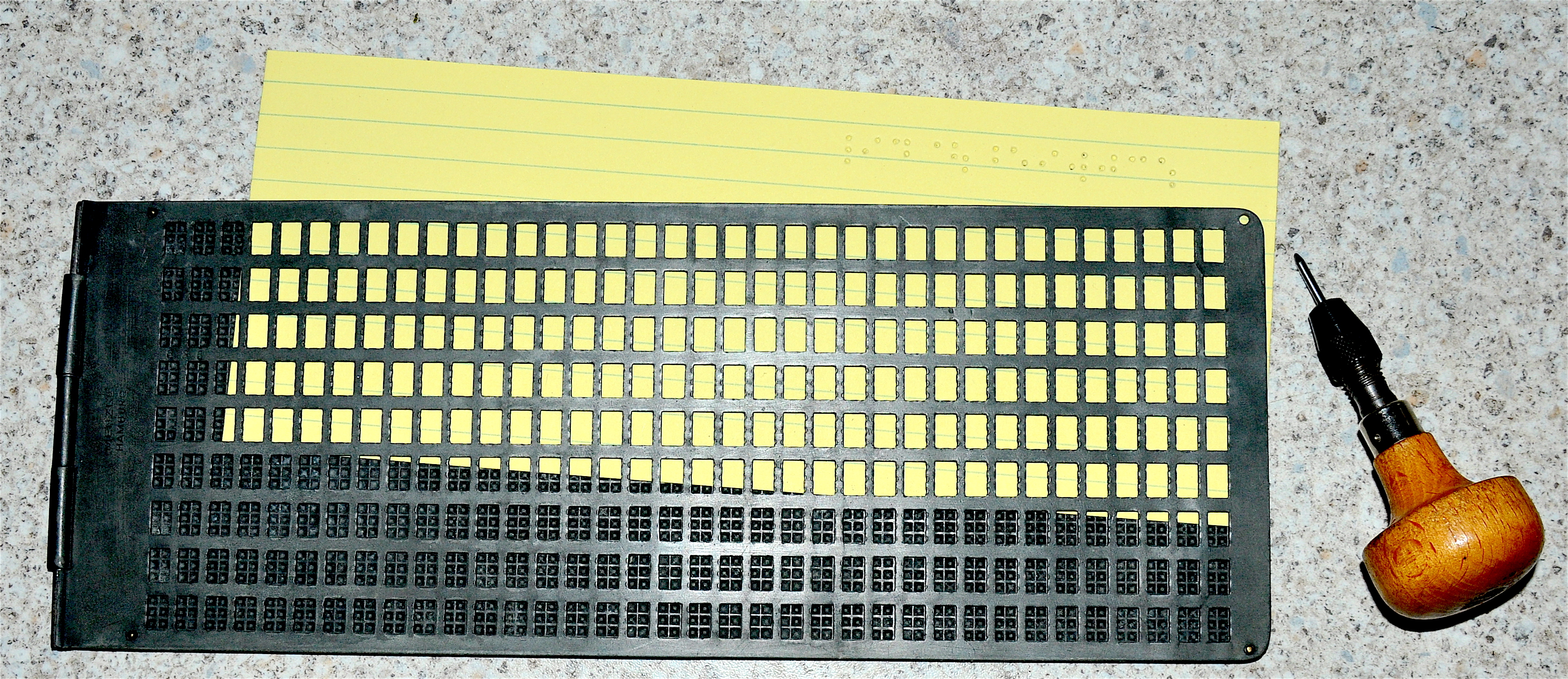
Prikpen voor braille

Prikpennen zijn ook noodzakelijk bij het handmatig schrijven in braille. Door met een stompe prikpen van rechts naar links en in spiegelschrift puntjes in het papier te drukken, wordt het reliëf leesbaar wanneer het papier wordt omgekeerd.